# Claude C. Hopkins
Claude C. Hopkins (* 1866; † 1932) war ein US-amerikanischer Werbetexter und Werbeunternehmer. Er gilt als Pionier der Werbeerfolgskontrolle.

## Leben
Von 1907 bis 1925 arbeitete Hopkins als Texter für Albert Lasker bzw. die Werbeagentur Lord & Thomas (später Foote, Cone Belding). Er konzipierte die ersten Kampagnen für Automobile, Autoreifen, Spülmittel (Palmolive), Zahnpasta (Pepsodent) und entwickelte zahlreiche Methoden der empirischen Werbeerfolgskontrolle wie die Arbeit mit Testmärkten, Anzeigen mit Bestell-Coupon für kostenlose Muster, systematisches Testen von Headlines und Texten über den Rücklauf von Response-Anzeigen.
Die wichtigsten Prinzipien trug er in dem Buch Scientific Advertising (1923) zusammen, das ihn berühmt machte. Außerdem schrieb er eine Autobiographie: My Life in Advertising. Beide Werke wurden noch Jahrzehnte später immer wieder nachgedruckt und beeinflussten u. a. David Ogilvy.
Hopkins’ Grundprinzip war: Konzipiere deine Werbemittel (speziell deine Anzeige) so, wie ein guter Verkäufer, der mit einem Kaufinteressierten spricht.